# Hong 10
Hong 10, pseudonimo di Kim Hong-yeol, Hangŭl: 김홍열 (Seoul, 27 dicembre 1985), è un b-boy sudcoreano.
Al 2007, ha vinto ben 20 titoli individuali o con la propria crew, arrivando ad essere definito "the best B-Boy in the world". Il suo palmarès include sia il titolo al Redbull BC One (2006), (2013) e (2023) che il Battle of the Year per crew (2002). Nello stesso BOTY è stato giudice nella fase finale dell'edizione 2007.
Nel 2024 ha rappresentato la Corea del Sud ai Giochi della XXXIII Olimpiade nella gara maschile di break dance, nell'anno della sua inaugurazione.

## Nome
Il nome Hong 10 deriva da un omonimo della lingua coreana e da un gioco di parole in lingua inglese. La seconda sillaba del nome Yeol ha la stessa pronuncia den numero dieci, per cui la pronuncia della locuzione "Hong 10" in coreano risulta identica alla pronuncia del suo nome anagrafico Hong-Yeol. Tuttavia, il suo soprannome è normalmente pronunciato in inglese, così la pronuncia diventa hong-ten. Il soprannome "Hong 10" ha anche un riferimento al gioco di parole del termine derivato dal surf "Hang Ten".

## Crew
Hong 10 ha iniziato dapprima in una crew chiamata Expression, ma attualmente fa parte del team Drifterz e di un progetto di danza chiamato Project Soul oltre alle esibizioni come ballerino solista.
Nel 2009 fonda insieme a Bboy Differ una nuova crew chiamata 7 Commandoz.
Questa crew è composta da i due fondatori, Hong10 (Drifterz crew) e Differ (T.I.P. crew), con l'aggiunta di Bboy Wing & Bboy Skim (Jinjo crew), Bboy Ronnie (Super Cr3w), Bboy Menno (Hustle Kidz crew), Bboy Dyzee (Supernaturalz crew).

## Stile
Hong 10 è dai più considerato come un superbo b-boy capace di una grande dinamicità nei floorwork, freeze, uprock/toprock e powermoves - oltre alla rara abilità di combinazione dei vari elementi nella creazione di un set. Il suo ballo comprende bridge-like floor work, fini esecuzioni, ed una grande varietà di movimenti originali e personali. Tutto questo non dimostra solo la complessa natura della sua danza ma anche la creatività che lo contraddistingue.

## Movimenti preferiti
- Hong10 Freeze (variante dell'Halo Freeze)
- FloorWork Worm Threads
- Reverse Airbaby Spin
- ChairFlare (Variante del Flare)
- One Hand Bridge, Bridge Track e Bridge thread
- Piked Air Freeze handcuff con transizione Airchair handcuff
- Threaded Halo Freeze Hop
- Rainbow combo

## Carriera
La prima occasione in cui ha avuto modo di farsi conoscere al grande pubblico è stata durante il 2002, essendo parte della crew coreana vincitrice di importanti manifestazioni internazionali come il Battle of the Year e il UK B-Boy Championship. Tuttavia la fama è giunta soprattutto per le sue esibizioni da solista, in testa quella contro i francesi Vagabonds durante il BOTY 2002 dove mostrò al mondo la sua creatura, l'Hong10 freeze che si può trovare facilmente in video su YouTube. Le sue abilità si sono poi riproposte in diverse altre competizioni individuali come nella vittoria al Redbull BC One del 2006, del 2013 e del 2023, e nella collezione di secondi posti incluse le tre piazze d'onore all'UK B-boy Championships.

## Lista delle più importanti vittorie
In grassetto i migliori risultati.

### 2001
- Performance in Dance Dynamite, Japan
- Be.B-Boy, Japan (vittoria)
- Tokyo Dance Delight, Japan (secondo posto, Performance)

### 2002
- Style War, Korea (vittoria)
- Performance in Big Wax, Japan
- Hip Hop Connection B-boy Master Mixed Battle Vol.1, Korea (vittoria)
- B-Boy Unit Vol.4, Korea (vittoria)
- B-Boy Master Championship, Korea (vittoria)
- Solo battle with Remind in HipHop Connection Vol.3, Korea
- Performance in Dance Dynamite, Japan
- Be.B-Boy, Japan (vittoria)
- Performance in Asian Comment, Denmark
- Guest battle in Jam 2 The Beat, Denmark
- Battle of the Year 2002 Korea, Korea (vittoria)
- International Battle of the Year 2002, Germany (vittoria)
- UK B-Boy Championship 2002 Solo Category, UK (secondo posto)
- UK B-Boy Championship 2002 Team Category, UK (vittoria)
- Free Style Session Japan, Japan (secondo posto)
- Take part in Sony Net.MD TV advetisement, New Zealand
- Voted Best B-Boy of the Year

### 2003
- Distinguished service prize, Honor of Dance 2003, Korea
- Featured on <6'o Clock Focused Issues> MBC TV programme, Korea
- B-Boy Master Mixed Battle Vol.3 Korea (vittoria)
- Performance in <Big Wax>, Fukuoka Japan
- Hiphop Planet, France (vittoria)
- UK B-Boy Championship 2003 Team Category, UK (secondo posto)
- Pro-Am Euro, France (vittoria)
- Judge & Special Guest Battle at the Netherland Tournament

### 2004
- Performance in <Funky Funky> the musical, Korea
- B-Boy Unit Vol.6, Korea (vittoria)
- B-Boy Challenge Vol.4, Korea (vittoria)
- Guest performance at <Breakin Convention>, UK
- Guest performance at <Fitness Festival>, Italy
- Guest performance <Korea Hip Hop Nite>, Taiwan
- Judge of <B-Boy Battle>, Taiwan
- Guest performance in the launching show of I-POD, Korea
- Performed in the opening of <Korean Broadcasting Awards>, Korea
- UK B-Boy Championship 2004 Solo Category (secondo posto)
- UK B-Boy Championship 2004 Team Category (vittoria)
- Free Style Session, Korea (vittoria)
- B-Boy Challenge Grand Championship, Korea (vittoria)
- Performance at Nike, Inc. LeBron event, Korea
- Korean representative in <Free Style Session World Final>, Japan

### 2005
- Participation in <Match One's Skill>, Korea
- Street Dance Summer Jam, Taiwan (Vittoria)
- Stand-in performance in TV drama <Nonestop>, Korea
- Opening performance for <EBS Robot Battle Korea>, Korea
- Event performance in <Nike 5,6,7,8>, Korea
- Judge of <Yongmasan Battle>, Korea
- Performance in <Breakin' Convension>, UK
- Redbull BC One 1on1, Germany (secondo posto)
- K.O.B.E, Japan (vittoria)
- Judge of Battle of the Year South East Asia 2005, Taiwan
- Participation in International Breakdance Event, The Netherlands
- Hip Hop World Challenge 1on1, Germany (vittoria)
- Judge of <Red Bull Street Battle>, Hong Kong
- UK B-Boy Championship Solo Category (secondo posto)
- UK B-Boy Championship Team Category (vittoria)
- KMTV <Original Move 1on1 vol.7>, Korea (vittoria)
- Motion-capture model for P2P game <B-Boy>, UK
- Judge of <MBK 3on3 Battle>, Thailand

### 2006
- One Of The Move vol.2, Korea (vittoria)
- Armory Cup Korea 2006, Korea (secondo posto)
- Performance in <Breakin Convension>, UK
- SBS <Hope TV> tournament, Korea (vittoria)
- Judge of <Top of Top>, Korea
- Took part in KBS TV commercial, Korea
- Red Bull Break in Battle, Ireland (secondo posto)
- Took part <Vita 500> commercial, Korea
- UK B-Boy Championship 2006 Korea (vittoria)
- Battle of the Year 2006 Korea, Korea (vittoria)
- Performance in <B-Boy Park>, Korea
- Motion-capture model for the game <Groove Party>, Korea
- UK B-Boy Championship 2006 Team Category (secondo posto)
- Redbull BC One 2006, Brazil (vittoria)
- Performance Of The Year, Korea (vittoria)

### 2007
- B-Boy Unit Vol.9, Korea (secondo posto)
- Red Bull Beat Battle (secondo posto)
- Redbull BC One 2007 (Semifinali)
- Battle of the Year 2007 (Giudice)

### 2008
- Redbull BC One 2008 (Giudice)
- IBE 2008

### 2013
- Redbull BC One 2013, Corea del Sud (vittoria)

### 2023
- Redbull BC One 2023, Francia (vittoria)